# Эйлсфорд (Новая Шотландия)
Эйлсфорд (англ. Aylesford) — деревня, расположенная в западной части графства Кингс в долине Аннаполис Новой Шотландии, Канада. Поселение было названо в честь четвертого графа Эйлсфорда, Хениджа Финча. Поселок расположен между Северными и Южными горами, примерно в 15 минутах езды от базы канадских вооруженных сил Гринвуд и в 10 минутах езды от ближайшего соседа, города Берик. Эйлсфорд расположен на живописном туристическом маршруте Эванджелин Трейл, который был назван в честь эпической поэмы Генри Лонгфелло 1847 года под названием Евангелина.

## История

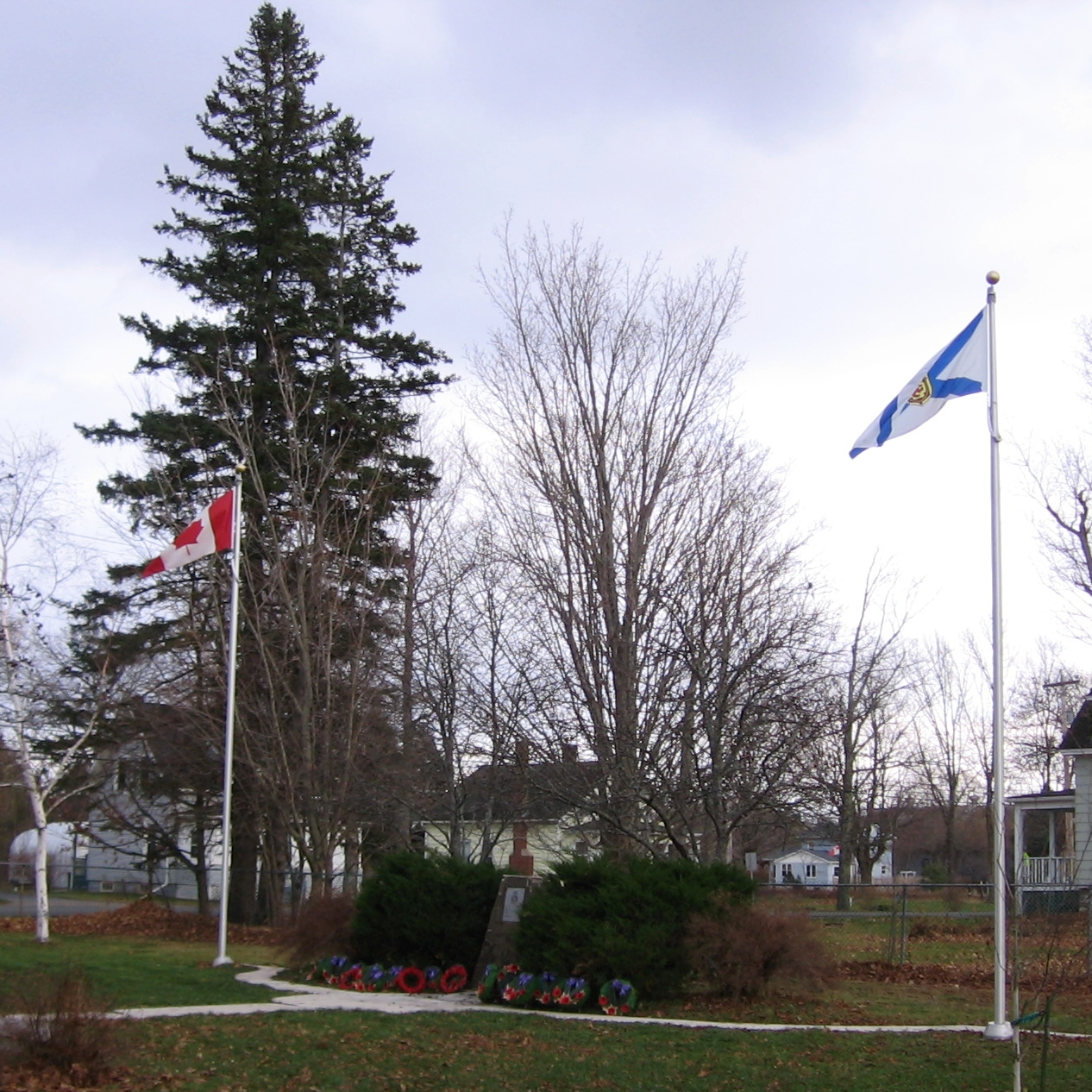
Эйлсфорд Кенотаф

Эйлсфорд — одно из старейших сохранившихся поселений в графстве Кингс, изначально заселенное ольстерскими шотландцами (шотландцами-ирландцами) в начале 1770-х годов. Между 1772 и 1781 годами население Новой Шотландии фактически сократилось — с 19 000 до 12 000 человек, — но к 1784 году, после продолжающегося прибытия лоялистов во время Американской революции, население достигло 32 000 человек. Ряд лоялистов, также известных как «Верные американцы короля», пустили корни в Эйлсфорде и его окрестностях. Эйлсфорд стал крупным центром упаковки, переработки и экспорта яблок после открытия железной дороги Виндзор и Аннаполис в 1869 году.

## Демография
По данным переписи населения 2021 года, проведенной Статистическим управлением Канады, в Эйлсфорде проживало 834 человека. При площади 4,08 км², он имел плотность населения 204,4 чел./км в 2021 году.

## Экономика
Экономика Эйлсфорда опирается в первую очередь на местное сельское хозяйство. Это сервисный центр окружающего сельскохозяйственного района. Важной культурой является клюква, выращиваемая на обширных торфяных болотах. Активно ведется заготовка торфа.
Крупнейшая туристическая достопримечательность Эйлсфорда, зоопарк Оклон-Фарм (расположенный недалеко от деревни в Милвилле), был домом для Ратледжа, самого тяжелого из ныне живущих львов, содержащихся в неволе, что было подтверждено Книгой рекордов Гиннеса в 1997 году. Ратледж умер в феврале 2009 года, за три месяца до своего 18-летия. В зоопарке также есть множество других животных, включая тигров, верблюдов и множество обезьян. Другие достопримечательности Эйлсфорда включают общественный пляж на озере Эйлсфорд, пешеходную тропу Кристал-Фолс и провинциальный парк Клермонт.
На ферме под названием Dempsey’s Corner есть платная служба самовывоза фруктов и овощей. У них также есть контактный зоопарк и они знакомят своих посетителей с историей сельского хозяйства. Многие другие местные фермы предоставляют услуги самовывоза, предлагая клубнику, яблоки, груши, вишню, чернику, малину, персики и другие продукты.

## Известные жители
- Эмма Мейтленд Стерлинг, филантроп[5][6][7][8][9][10].